# آرتور دیکینسون (بازیکن فوتبال)
آرتور دیکینسون (انگلیسی: Arthur Dickinson; ۷ اکتبر ۱۹۰۷ – ۱۹۷۶ (۶۸−۶۹ سال)) بازیکن فوتبال بود.
از باشگاه‌هایی که در آن بازی کرده‌است می‌توان به باشگاه فوتبال برایتون اند هوو آلبیون اشاره کرد.